# Кевін Серафен
Кевін Серафен (фр. Kevin Séraphin, нар. 7 грудня 1989, Каєнна, Французька Гвіана, Франція) — французький професіональний баскетболіст, виступав на позиції важкого форварда і центрового. Гравець національної збірної Франції, у складі якої був учасником Олімпійських ігор. Чемпіон Франції, дворазовий володар Кубка Іспанії.

## Ігрова кар'єра

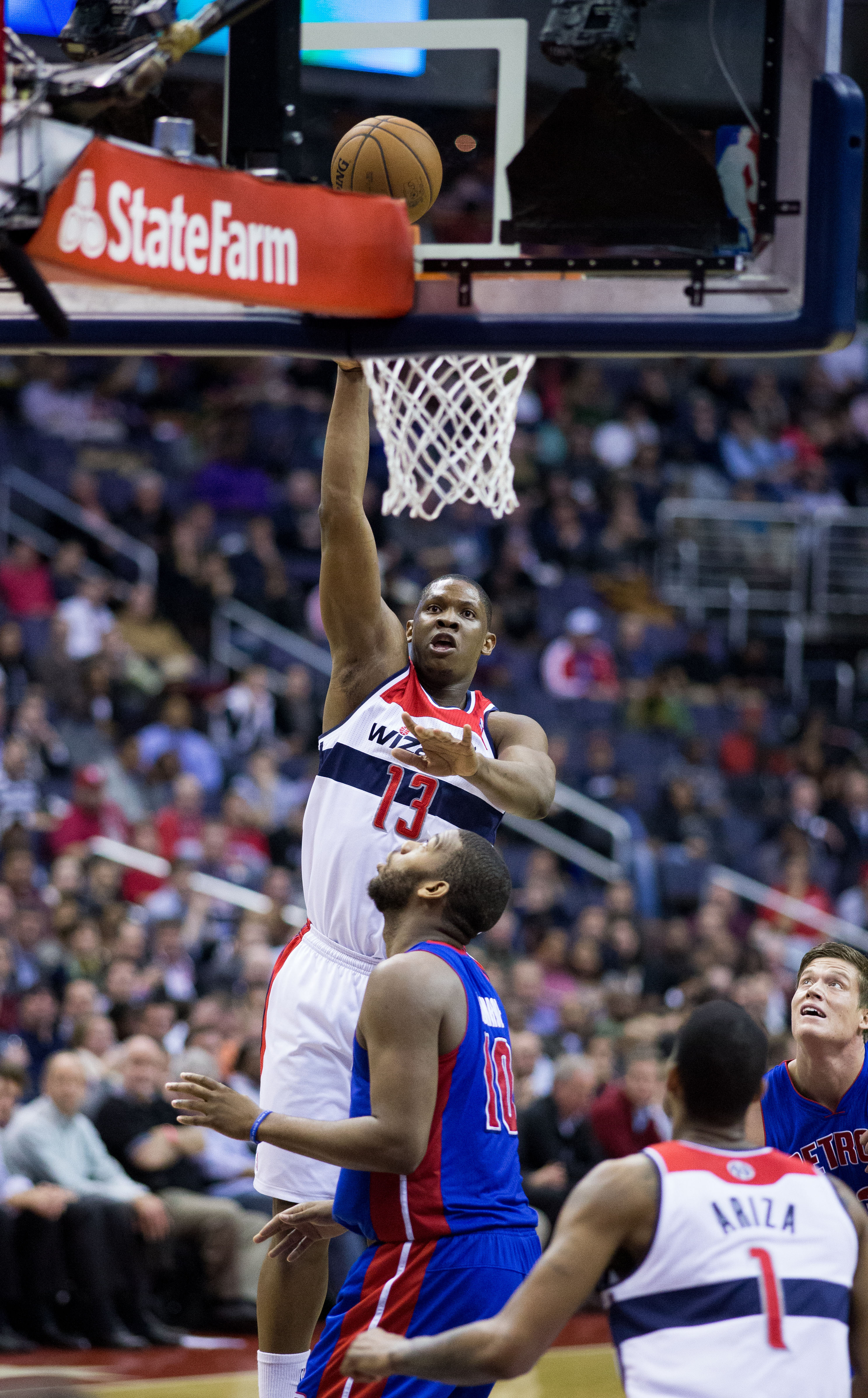
Серафен у грі за «Вашингтон», 2013

Професійну кар'єру розпочав 2007 року на батьківщині виступами за команду «Шоле», де грав протягом 3 сезонів. У сезоні 2009—2010 зіграв у 32 матчах, в яких набирав 6 очок та 4,2 підбирання. Того сезону став чемпіоном Франції, а також отримав нагороду Найбільш прогресуючого гравця чемпіонату. 
24 червня 2010 року був обраний у першому раунді драфту НБА під загальним 17-м номером командою «Чикаго Буллз». 8 липня разом з Кірком Гайнріхом був обміняний на Володимира Веремеєнка до «Вашингтон Візардс».
Через локаут в НБА частину 2011 року виступав у складі іспанської команди «Басконія».
2015 року перейшов до «Нью-Йорк Нікс», у складі якої провів наступний сезон своєї кар'єри.
2016 року став гравцем «Індіана Пейсерз». 31 липня 2017 року клуб відмовився від його послуг.
4 серпня 2017 року підписав контракт з іспанською «Барселоною». 17 лютого 2019 року виграв Кубок Іспанії у складі команди.
24 жовтня 2020 року оголосив про завершення своєї спортивної кар'єри.

## Статистика виступів в НБА

### Регулярний сезон
| Сезон             | Команда             | GP  | GS | MPG  | FG%  | 3P%  | FT%  | RPG | APG | SPG | BPG | PPG |
| ----------------- | ------------------- | --- | -- | ---- | ---- | ---- | ---- | --- | --- | --- | --- | --- |
| 2010–11           | «Вашингтон Візардс» | 58  | 1  | 10.9 | .449 | .000 | .710 | 2.6 | .3  | .3  | .5  | 2.7 |
| 2011–12           | «Вашингтон Візардс» | 57  | 21 | 20.6 | .531 | .000 | .671 | 4.9 | .6  | .3  | 1.3 | 7.9 |
| 2012–13           | «Вашингтон Візардс» | 79  | 8  | 21.8 | .461 | .000 | .693 | 4.4 | .7  | .3  | .7  | 9.1 |
| 2013–14           | «Вашингтон Візардс» | 53  | 1  | 10.9 | .505 | .000 | .871 | 2.4 | .3  | .1  | .5  | 4.7 |
| 2014–15           | «Вашингтон Візардс» | 79  | 0  | 15.6 | .513 | .000 | .707 | 3.6 | .7  | .1  | .7  | 6.6 |
| 2015–16           | «Нью-Йорк Нікс»     | 48  | 0  | 11.0 | .410 | .000 | .826 | 2.6 | 1.0 | .2  | .8  | 3.9 |
| 2016–17           | «Індіана Пейсерз»   | 49  | 3  | 11.4 | .551 | .000 | .636 | 2.9 | .5  | .1  | .4  | 4.7 |
| Усього за кар'єру | Усього за кар'єру   | 423 | 34 | 15.2 | .489 | .000 | .715 | 3.5 | .6  | .2  | .7  | 5.9 |

### Плей-оф
| Сезон             | Команда             | GP | GS | MPG  | FG%  | 3P%  | FT%  | RPG | APG | SPG | BPG | PPG |
| ----------------- | ------------------- | -- | -- | ---- | ---- | ---- | ---- | --- | --- | --- | --- | --- |
| 2014              | «Вашингтон Візардс» | 4  | 0  | 1.5  | .000 | .000 | .000 | .5  | .0  | .0  | .0  | .0  |
| 2015              | «Вашингтон Візардс» | 6  | 0  | 12.0 | .484 | .000 | .500 | 3.2 | .3  | .3  | .2  | 5.5 |
| 2017              | «Індіана Пейсерз»   | 4  | 0  | 14.8 | .462 | .000 | .714 | 3.5 | 1.0 | .0  | .5  | 7.3 |
| Усього за кар'єру | Усього за кар'єру   | 14 | 0  | 9.8  | .450 | .000 | .615 | 2.5 | .4  | .1  | .2  | 4.4 |